# Poecile
Poecile és un gènere d'ocells de la família dels pàrids (Paridae), que alguns autors inclouen dins del gènere Parus.

## Taxonomia
Segons la Classificació del Congrés Ornitològic Internacional (versió 13.1, 2023) aquest gènere està format per 15 espècies:
- Poecile superciliosus - mallerenga cellablanca.
- Poecile lugubris - mallerenga lúgubre.
- Poecile cinctus - mallerenga de Lapònia.
- Poecile rufescens - mallerenga dorsibruna.
- Poecile hudsonicus - mallerenga boreal.
- Poecile sclateri - mallerenga de Mèxic.
- Poecile carolinensis - mallerenga de Carolina.
- Poecile atricapillus - mallerenga capnegra americana.
- Poecile gambeli - mallerenga muntanyenca.
- Poecile davidi - mallerenga del pare David.
- Poecile hypermelaenus - mallerenga de pitet.
- Poecile palustris - mallerenga d'aigua.
- Poecile weigoldicus - mallerenga de Sichuan.
- Poecile hyrcanus - mallerenga del Caspi.
- Poecile montanus - mallerenga capnegra europea.